# Список эпизодов мультсериала «Хранитель Лев»
Данная статья содержит список серий мультипликационного сериала Disney «Хранитель Лев».

## Сезоны мультфильма
|  | 1 | 28 | 22 ноября 2015 | 21 апреля 2017 |
|  | 2 | 30 | 7 июля 2017    | 22 апреля 2019 |
|  | 3 | 20 | 3 августа 2019 | 3 ноября 2019  |

## Список серий

### 1 сезон (2015–2017)
| № | №        | Название (Русское название)                                         | Режиссёр                   | Сценарист                           | Премьера         | Код продукции |
| В сериале | В сезоне | Название (Русское название)                                         | Режиссёр                   | Сценарист                           | Премьера         | Код продукции |
| --- | -------- | ------------------------------------------------------------------- | -------------------------- | ----------------------------------- | ---------------- | ------------- |
| 12 | 12       | «The Lion Guard: Return of the Roar» «Хранитель Лев: Герои саванны» | Хауи Паркинс               | Форд Райли                          | 22 ноября 2015   | 101-102       |
| Когда друг Кайона оказался в смертельной угрозе, принц открывает в себе дар Рычания Предков. Теперь ему предстоит возродить Львиную Охрану — элитный отряд, созданный поддерживать Великий Круг Жизни на Землях Прайда. Данная часть перенесена как отдельный сериал, поэтому сезон начинается с 3 серии Песни: «A Beautiful Day», «Zuka Zama» (Банга), «Tonight We Strike» (гиены), «Kion’s Lament» (Кайон)                                                                  |          |                                                                     |                            |                                     |                  |               |
| 3 | 3        | «The Rise of Makuu» «Мятеж Макуу»                                   | Хауи Паркинс               | Форд Райли                          | 15 января 2016   | 103           |
| Крокодил Маку захватил власть над крокодилами, победив предыдущего лидера Пуа на машиндано (суах. mashindano — «соперничество») — крокодильем обряде оспаривания власти. Однако его агрессивные поступки ввергают в хаос Земли Прайда и Кайону придётся вмешаться, не нарушив традиции народов Земель Прайда. Песня: «Don't Make a Stink!» (Оно, Банга, Тимон и Пумба) |          |                                                                     |                            |                                     |                  |               |
| 4 | 4        | «Never Judge a Hyena by Its Spots» «Гиена гиене рознь»              | Хауи Паркинс               | Кевин Хоппс, Джон Лой и Форд Райли  | 15 января 2016   | 105           |
| Отделившись от Стражи, прогоняя гиен с Земель Прайда, Кайон падает в горную реку и оказывается в Чужеземье. Во время поиска обратного пути, он встречает Джазири и узнаёт, что не все гиены поддерживают Джанджу. Песня: «Sisi Ni Sawa» (Кайон и Джазири) |          |                                                                     |                            |                                     |                  |               |
| 5 | 5        | «Bunga the Wise» «Банга Премудрый»                                  | Хауи Паркинс               | Джон Лой                            | 22 января 2016   | 104           |
| Банга находит простое решение сложной ситуации, которая поставила под угрозу нормальное существование Земель Прайда. Руководствуясь половиной высказывания Рафики, медоед решает, что он — мудрейший в саванне и начинает раздавать другим сомнительные по полезности советы. Песня: «Bunga The Wise» (Банга, Тимон и Пумба) |          |                                                                     |                            |                                     |                  |               |
| 6 | 6        | «Can't Wait to Be Queen» «Скорей бы стать королевой»                | Хауи Паркинс               | Джек Монако, Джон Лой и Форд Райли  | 29 января 2016   | 106           |
| Симба, Нала и Зазу покинули Земли Прайда для посещения похорон Аминифу — слона, который помогал восстанавливать Земли Прайда от последствий тирании Шрама. Теперь Кайону предстоит подчиняться указаниям своей старшей сестры Киары, ставшей на время отсутствия родителей королевой Прайда. Песня: «Duties of the King» (Симба и Зазу) |          |                                                                     |                            |                                     |                  |               |
| 7 | 7        | «Eye of the Beholder» «Глаз смотрящего»                             | Хауи Паркинс               | Джек Монако, Джон Лой и Форд Райли  | 5 февраля 2016   | 107           |
| В результате очередной стычки с Джанджей, Оно на некоторое время вынужден наложить на один из своих глаз повязку и, несмотря на желание помочь друзьям, он не может. Когда об этом узнают гиены, они предпринимают новую попытку одолеть Хранителей, лишённых своих глаз в небе. Песня: «Outta the Way» (Джанджа, Чизи и Чунгу) |          |                                                                     |                            |                                     |                  |               |
| 8 | 8        | «The Kupatana Celebration» «Праздник Купатана»                      | Хауи Паркинс               | Элиз Аллен, Джон Лой и Форд Райли   | 12 февраля 2016  | 108           |
| Хранители спасают Дого, щенка-шакала, от стаи Джанджи. Посчитав, что у Дого нет семьи, Кайон позволяет ему остаться в прайде и посетить праздник Купатаны (суах. Kupatana — «гармония»), на котором собираются жители всего прайда. Но он не знает, что если приглашаешь одного шакала — приглашаешь всех. Песни: «Jackal Style» (Рейрей), «Kupatana Community» (Твига) |          |                                                                     |                            |                                     |                  |               |
| 9 | 9        | «Fuli's New Family» «Новая семья для Фули»                          | Хауи Паркинс               | Элиз Аллен, Джон Лой и Форд Райли   | 19 февраля 2016  | 109           |
| После укуса Ушари Банга, опять руководствуясь половиной высказывания Рафики, решает, что он неуязвим ко всему. Тем временем остальные, озабоченные тем, что у Фули нет семьи, проявляют к ней излишнее внимание. Песня: «My Own Way» (Фули) |          |                                                                     |                            |                                     |                  |               |
| 10 | 10       | «The Search for Utamu» «Поиски Утаму»                               | Хауи Паркинс               | Элиз Аллен, Джон Лой и Форд Райли   | 26 февраля 2016  | 110           |
| Из-за своей скорости Фули успевает сделать несколько заданий Хранителей раньше остальных и друзья оставляют её отдыхать, а сами идут помочь Банге добыть личинок Утаму. Во время путешествия Банга рассказывает, как встретился с Тимоном и Пумбой. Песни: «Utamu» (Банга, Тимон и Пумба), «All Hail the Vultures» (Мзинго и другие стервятники) |          |                                                                     |                            |                                     |                  |               |
| 11 | 11       | «Follow That Hippo!» «Вперёд, за бегемотом»                         | Хауи Паркинс               | Джон Лой                            | 18 марта 2016    | 111           |
| Бешти встречает своего поклонника, слонёнка по имени Матото. Песня: «Hero Inside» (Бешти) |          |                                                                     |                            |                                     |                  |               |
| 12 | 12       | «The Call of the Drongo» «Зов дронго»                               | Хауи Паркинс               | Элиз Аллен и Кевин Хоппс            | 25 марта 2016    | 112           |
| Хранители встречают дронго по имени Тамаа, который мастерски подражает голосам других существ. Песня: «Bird of a Thousand Voices» (Тамаа) |          |                                                                     |                            |                                     |                  |               |
| 13 | 13       | «Paintings and Predictions» «Рисунки и предрассудки»                | Хауи Паркинс               | Элиз Аллен и Кевин Хоппс            | 1 апреля 2016    | 113           |
| Банга решает, что рисунки Рафики могут предсказывать будущие события. Обнаружив рисунок, на котором, предположительно, изображено, что Кайон падает с дерева, он решает предотвратить это любыми средствами. Песня: «Panic and Run» (Джанджа, Чизи и Чунгу) |          |                                                                     |                            |                                     |                  |               |
| 14 | 14       | «The Mbali Fields Migration» «Великое переселение»                  | Хауи Паркинс               | Элиз Аллен, Джон Лой и Форд Райли   | 22 апреля 2016   | 114           |
| После того, как уменьшение пастбищ приводит к конфликту между стадами газелей и зебр, по велению Симбы Хранители должны отвести их к плодородным полям Мбали. По дороге им придётся столкнутся со многими препятствиями — обвалом в ущелье, проливным дождём, нападением стаи Джанджи и разногласием между зебрами и газелями. Песня: «Trail to Hope» (Хранители вместе с другими зебрами и газелями)                                                                         |          |                                                                     |                            |                                     |                  |               |
| 15 | 15       | «Bunga and the King» «Банга и король»                               | Хауи Паркинс               | Джек Монако                         | 29 апреля 2016   | 115           |
| Симба падает в глубокую воронку, а когда прибывают Хранители, Банга, из-за неосторожности, тоже оказывается там. Пока остальные пытаются найти путь к ним, Симба и Банга, осматривая подземные пещеры в поисках выхода, обнаруживают, что у них много общего. Песня: «Hakuna Matata» (Симба, Нала, Киара, Тимон, Пумба и Хранители) |          |                                                                     |                            |                                     |                  |               |
| 16 | 16       | «The Imaginary Okapi» «Воображаемый окапи»                          | Хауи Паркинс               | Джон Лой                            | 8 июля 2016      | 117           |
| Бешти встречает нового жителя Земель Прайда — окапи по имени Аджабу. Но тот настолько умело умеет прятаться, что никто не верит в его существовании. Тем временем, в Земли Прайда прибывает хищник с родных краев окапи. Песня: «Life in the Pridelands» (Бешти и Аджабу) |          |                                                                     |                            |                                     |                  |               |
| 17 | 17       | «Too Many Termites» «Многовато термитов»                            | Хауи Паркинс               | Элиз Аллен                          | 15 июля 2016     | 118           |
| По ошибке приняв земляных волков за стаю гиен, Хранители прогоняют их в Чужеземье. В результате термиты, которыми земляные волки питаются, размножаются настолько быстро, что подвергают жителей Земель Прайда опасности. Пытаясь исправить ошибку, Хранители сталкиваются не только с недоверием напуганных земляных волков, но и с шакалами в лице Рейрей и Гойгоя. Песня: «We'll Make You A Meal» (Рейрей, Гойгой и земляные волки)                                        |          |                                                                     |                            |                                     |                  |               |
| 18 | 18       | «The Trouble with Galagos» «Неприятности с галаго»                  | Хауи Паркинс               | Элиз Аллен                          | 5 августа 2016   | 119           |
| Хранители узнают, что леопард Бадили занял дерево галаго. Бадили не возражает против возвращения на свою территорию, но вскоре команда обнаруживает, что она занята другим леопардом, Мапигано, а Бадили слишком пуглив, чтобы противостоять ему. Песня: «Find Your Roar» (Хранители) |          |                                                                     |                            |                                     |                  |               |
| 19 | 19       | «Janja's New Crew» «Новая шайка Джанджи»                            | Хауи Паркинс               | Кевин Хоппс                         | 26 августа 2016  | 120           |
| Решив, что его планы разрушаются из-за Чизи и Чунгу, Джанджа прогоняет их из своей стаи, заменив другими, более сообразительными гиенами — Нне и Тано. Пока Чизи и Чунгу пытаются освоиться на Землях Прайда, Нне и Тано придумывают хитрый план, как поймать добычу и избавиться от Джанджи. Песня: «Chungu's Lament» (Чунгу) |          |                                                                     |                            |                                     |                  |               |
| 20 | 20       | «Baboons!» «Бабуины!»                                               | Хауи Паркинс               | Кевин Хоппс и Джек Монако           | 23 сентября 2016 | 121           |
| Хранители спасают детёныша бабуинов, которого придётся вернуть к своим родителям. Решить такую непростую задачу досталось Фули. Песня: «Baboons» (Фули) |          |                                                                     |                            |                                     |                  |               |
| 21 | 21       | «Beware the Zimwi» «Осторожно: Зимви!»                              | Хауи Паркинс               | Джек Монако                         | 14 октября 2016  | 122           |
| Рафики рассказал Хранителям о неком Зимви — ужасном монстре. Теперь героям предстоит преодолеть свой страх и бросить вызов столь «страшному» чудовищу. Песня: «Beware the Zimwi» (Рафики) |          |                                                                     |                            |                                     |                  |               |
| 22 | 22       | «Lions of the Outlands» «Львы Чужеземья»                            | Хауи Паркинс и Том Дерозье | Кевин Хоппс, Форд Райли и Джон Лой  | 11 ноября 2016   | 123           |
| Старая знакомая Кайона Джазири снова обратилась за помощью: водопой её клана заняли львы, при чём которые ни разу не появлялись до этого в Чужеземье. Эти львы не те иные как Отщепенцы — их когда-то изгнал отец Кайона из Прайда за верность Шраму, а также их лидер — львица Зира. Коварная Зира задумала хитрый план, использовав в нём ничего не подозревающего Кайона. Песня: «Lions Over All» (Зира и Кайон)                                                           |          |                                                                     |                            |                                     |                  |               |
| 23 | 23       | «Never Roar Again» «Прощай, львиный рык»                            | Хауи Паркинс               | Джек Монако                         | 18 ноября 2016   | 116           |
| Когда на королеву Налу напал Джанджа и его гиены, Кайон в ярости зарычал Рычанием Предков, но увидев всю его настоящую разрушительную мощь, решил больше никогда не использовать его. Песня: «Stand Up, Stand Out» (Банга, Бешти и Фули) |          |                                                                     |                            |                                     |                  |               |
| 24 | 24       | «The Lost Gorillas» «Гориллы-потеряшки»                             | Хауи Паркинс и Том Дерозье | Элиз Аллен                          | 2 декабря 2016   | 127           |
| Отряд Хранителей знакомится с братьями-гориллами — принцами Маджинуни и Хафифу. Они прибыли к королю Симбе от своего отца, короля горилл Сокве, с посланием, которое по дороге успели забыть. Кайону и его отряду придётся идти на родину братьев, в горы Телуджи, чтобы выяснить, что же передавал король Сокве. Песня: «Kuishi Ni Kucheka» (Маджинуни и Хафифу) |          |                                                                     |                            |                                     |                  |               |
| 25 | 25       | «The Trail to Udugu» «В поисках Удугу»                              | Хауи Паркинс и Том Дерозье | Кендалл Мишель Хэни и Элиз Аллен    | 6 января 2017    | 125           |
| Киара и Кайон вместе с матерью, королевой Налой, отправляются на поиски загадочного Удугу (суах. udugu — «братство»). Пока Кайон и его сестра проходят испытание в поисках Удугу, Симба берёт на себя лидерство над Львиной Охраной. Песня: «Running With the King» (Банга) |          |                                                                     |                            |                                     |                  |               |
| 26 | 26       | «Ono's Idol» «Кумир для Оно»                                        | Хауи Паркинс               | Джек Монако                         | 24 февраля 2017  | 126           |
| Оно знакомится с орлом Хадити — прославленным героем саванны и своим обожаемым кумиром. Песня: «Hadithi the Hero» (Хадити и его поклонники) |          |                                                                     |                            |                                     |                  |               |
| 27 | 27       | «Beshte and the Hippo Lanes» «Бешти-первопроходец»                  | Хауи Паркинс               | Джон Лой, Челси Бейль и Джек Монако | 17 марта 2017    | 124           |
| После сильных и затяжных ливней в саванне размыло все дороги. Отцу Бешти Баси, также вожаку бегемотов, было поручено проделать особые тропы, называемые «бегемотовыми» (поскольку их протаптывают именно бегемоты специально на благо других обитателей). К несчастью, при проделывании таких троп мудрый старый вожак бегемотов получает травму. Тогда Бешти решает принять тяжёлую работу отца на себя. Песня: «Makin' Hippo Lanes» (Бешти и другие животные-«переселенцы») |          |                                                                     |                            |                                     |                  |               |
| 28 | 28       | «Ono the Tickbird» «Оно становится скворцом»                        | Хауи Паркинс               | Элиз Аллен                          | 21 апреля 2017   | 128           |
| Отряд Хранителей узнаёт про несчастье старого носорога Кифару: его лучший друг-скворец покинул его без всяких объяснений. Оно соглашается стать на время заменой потерянному скворцу, пока Хранители его ищут. Оказалось, работа скворцов не такая уж простая, как считал Оно, принимая решение. Песня: «Tickbirds and Rhinos» (Кифару и Мвензи) |          |                                                                     |                            |                                     |                  |               |

### 2 сезон (2017–2019)
| № | №        | Название (Русское название)                                           | Режиссёр                   | Сценарист                            | Премьера         | Код продукции |
| В сериале | В сезоне | Название (Русское название)                                           | Режиссёр                   | Сценарист                            | Премьера         | Код продукции |
| --- | -------- | --------------------------------------------------------------------- | -------------------------- | ------------------------------------ | ---------------- | ------------- |
| 29 | 1        | «Babysitter Bunga» «Няня Банга»                                       | Хауи Паркинс               | Элиз Аллен                           | 7 июля 2017      | 201           |
| Семья шакалов напала на табун зебр. Хранители вновь отбили атаку негодяев. Мухиму, лидер зебр, оказалась измотанной. Она просит Бангу понянчить свою дочь Хаму. К ним присоединяются и другие детёныши. С помощью песни Банга учит заверят новой боевой тактике, чтобы те смогли дать отпор врагу. Песня: «Teke Ruka Teleza» (Банга) |          |                                                                       |                            |                                      |                  |               |
| 30 | 2        | «The Savannah Summit» «Совет Саванны»                                 | Хауи Паркинс и Том Дерозье | Джек Монако                          | 7 июля 2017      | 202           |
| Симба созывает Совет Саванны и приглашает предводителей всех видов животных, включая Маку, злобного вожака крокодилов. Кайон начинает беспокоиться и призывает Хранителей не терять бдительность. Из-за своих убеждений Кайон чуть не срывает совет, но вовремя успевает догадаться о заговоре против вожака крокодилов. Спасая Маку, Кайон просит у него прощения за своё поведение и, с помощью постановки, уличает заговорщиков и призывает всех помириться с Маку, который решил договориться о мире с другими жителями Земель Прайда. Песня: «Welcome to the Summit» (Симба и Зазу) |          |                                                                       |                            |                                      |                  |               |
| 31 | 3        | «The Traveling Baboon Show» «Бабуин-шапито»                           | Хауи Паркинс               | Джон Лой                             | 14 июля 2017     | 203           |
| Отряд Хранителей привлекает выступление бабуинов-циркачей. После выступления Хранители обнаруживают разорённое дерево. Хранители начинают подозревать новых гостей Земель Прайда. Бабуинов изгоняют в Чужеземье. Чувствуя за собой вину, Хранители спасают бабуинов от гиен, взамен на это бабуины делятся награбленной едой с другими зверями. Песня: «The Traveling Baboon Show» (Урохо) |          |                                                                       |                            |                                      |                  |               |
| 32 | 4        | «Ono and the Egg» «Оно и яйцо»                                        | Хауи Паркинс и Том Дерозье | Элиз Аллен                           | 21 июля 2017     | 204           |
| Молотоглав Кулинда строит новое гнездо и относит своё яйцо в гнездо Оно, так как доверяет ему. Теперь на Оно ответственность за вылупление птенца и его благополучие, пока его мать не достроила гнездо, а Хранителелям предстоит прогнать лунёвого ястреба Мпиши, которая решила поохотиться на Землях Прайда. Песня: «A Real Meal» (Мпиши и Мвога) |          |                                                                       |                            |                                      |                  |               |
| 3334 | 56       | «The Lion Guard: The Rise of Scar» «Хранитель Лев: Возвращение Шрама» | Хауи Паркинс               | Форд Райли                           | 29 июля 2017     | 205-206       |
| После одного из сложных заданий Кайон общается с дедом, и его замечает мандрил Макини, ученица Рафики и претендент на роль следующего королевского маджузи. Кайон знакомится с ней и узнаёт, что она очень мечтает разговаривать с духами-предками, такими, как Муфаса. В землях прайда засуха, и Ма Тембо ищет источник воды. Все жители Земель Прайда возлагают на неё большие надежды. Ушари, подслушав разговор Кайона и Макини, предполагает, что можно вызывать и других духов, таких как Шрама. Он делится своей идеей с гиенами, и те охотно подхватывают её. Гиены отбирают у Макини её личный посох и провоцируют Кайона на гневный рык. Гиены смогли вызвать Шрама, и теперь гений хитрости и злодейства вернулся. Песни: «Fujo», «The Path of Honor» (Симба и Кайон), «Bring Back a Legend» (Джанжда, Ушари и гиены), «Today is my Day» (Макини)       |          |                                                                       |                            |                                      |                  |               |
| 35 | 7        | «Let Sleeping Crocs Lie» «Не будите спящих крокодилов»                | Хауи Паркинс               | Элиз Аллен                           | 11 августа 2017  | 207           |
| Чтобы остановить испуганных антилоп, Хранителям пришлось загнать их в тупик в каньоне. Сами того не желая, Хранителели будят крокодилов, спящих в сухой сезон. Когда Маку договаривался с Симбой о водопое, Кибури, крокодил из стаи Маку, решил устроить саботаж, а потом и вовсе вызвать Маку на машиндано. Шрам решает воспользоваться этим случаем и приказывает внушить Кибури убрать Симбу. Песня: «I Have A Plan» (Шрам, Ушари и Джанджа) |          |                                                                       |                            |                                      |                  |               |
| 36 | 8        | «Swept Away» «Унесённый потоком»                                      | Хауи Паркинс и Том Дерозье | Джек Монако                          | 15 сентября 2017 | 208           |
| Чтобы успеть спасти зебр, застрявших в грязи русла реки, Бешти встаёт на пути сильного потока воды, вследствие чего его смывает далеко в Чужеземье. Этим решает воспользоваться Шрам, и приказывает гиенам завести Бешти в ловушку и избавиться от него. Подоспевшие Хранители дают Бешти время сбежать, а сами прогоняют гиен прочь. Песня: «Look on the Bright Side» (Бешти) |          |                                                                       |                            |                                      |                  |               |
| 37 | 9        | «Rafiki's New Neighbors» «Новые соседи Рафики»                        | Хауи Паркинс               | Laura Sreenby и Krista Tucker        | 22 сентября 2017 | 209           |
| К дереву Рафики пришли трое друзей — Чама, Мзаха и Фураха. Их выгнали из своих стад, потому что они вели себя глупо. Хранители решили вернуть их по своим местам. А тем временем в саванне продолжается сезон засухи, и новой угрозой могут стать сухие грозы. Когда молния ударила возле дерева Рафики, трое друзей-весельчаков героически спасают Рафики, Макини и старый баобаб. Песня: «Three of a Kind» |          |                                                                       |                            |                                      |                  |               |
| 38 | 10       | «Rescue in the Outlands» «В Чужеземье на подмогу»                     | Хауи Паркинс и Том Дерозье | Элиз Аллен                           | 29 сентября 2017 | 210           |
| На Землях Прайда развелось много мух цеце, и Хранителям приходится помогать животным избавляться от них. Шрам, узнав о Джазири и её клане, приказывает гиенам изгнать её из Чужеземья как союзника их врага. Чтобы добраться до Чужеземья и помочь Джазири, Хранителям требуется помощь вожака табуна зебр Тэрстона, так как мухи цеце, мешающие Хранителям разглядеть путь, боятся полосок зебр. Песня: «The Worst Hyena We Know» (Джанджа, Чизи и Чунгу) |          |                                                                       |                            |                                      |                  |               |
| 39 | 11       | «The Ukumbusho Tradition» «Традиция Укумбушо»                         | Хауи Паркинс               | Джек Монако                          | 27 октября 2017  | 211           |
| Укумбушо — представление, знаменующее дружбу между львами и слонами Земель Прайда, заключённую лидером самой первой Львиной Охраны Аскари. Праздник чуть не срывается, когда на слонов нападают пчёлы, но Хранители быстро понимают в чём дело и спасают представление, которое многое значит и для слонов, и для львов. Песня: «May There Be Peace» (Хранители) |          |                                                                       |                            |                                      |                  |               |
| 40 | 12       | «The Bite of Kenge» «Укус Кенге»                                      | Хауи Паркинс               | Krista Tucker                        | 3 ноября 2017    | 212           |
| Хранители вновь побеждают гиен, когда обнаруживают их за кражей арбузов, припасённых слонами на сезон засухи. Тогда Ушари предлагает помощь варана Кенге. Яд Кенге вызывает паралич у укушенных Хранителей, кроме лишь Банги из-за его имуннитета. Ему и Макини предстоит сразиться с шайкой Джанджи и Кенге и вернуть арбузы в слоновий тайник. Песня: «Big Bad Kenge» (Ушари) |          |                                                                       |                            |                                      |                  |               |
| 41 | 13       | «Timon and Pumbaa's Christmas» «Рождество для Тимона и Пумбы»         | Хауи Паркинс               | Форд Райли, Джон Лой и Krista Tucker | 8 декабря 2017   | 213           |
| Тимон и Пумба ввели на Землях Прайда новый праздник — Рождество, и очень мечтают о его проведении и приходе Санти Хрумса. Отряду Хранителей предстоит собрать зверей Земель Прайда, в том числе и королевскую семью, и подарить своим друзьям лучший день в году. Песни: «Christmas in the Pride Lands» (Банга, Тимон и Пумба), «The Twelve Ways of Christmas» (Банга, Кайон, Оно, Фули и Бешти) |          |                                                                       |                            |                                      |                  |               |
| 42 | 14       | «The Morning Report» «Утренний рапорт»                                | Хауи Паркинс и Том Дерозье | Джек Монако                          | 8 января 2018    | 214           |
| Зазу — королевский советник. Каждое утро он докладывает королю о всех событиях на Землях Прайда. Шрам приказал гиенам похитить Зазу и выведать у него все секреты Земель Прайда, чтобы легко их захватить. Хранители спасут Зазу, который в свою очередь нередко спасал их детьми. Песня: «I Do Have a Great Deal to Say» (Зазу, Джанджа и Чунгу) |          |                                                                       |                            |                                      |                  |               |
| 43 | 15       | «The Golden Zebra» «Золотая зебра»                                    | Хауи Паркинс               | Элиз Аллен                           | 9 января 2018    | 215           |
| Жители Земель Прайда уже не выдерживают засухи, Хранителям предстоит отправиться в Дальноземье, найти "золотую" зебру Дахабу и попросить у неё разрешения на то, чтобы жители Земель Прайда могли пить из источника в Дальноземье. Но, как оказалось, источник таинственно высох, и Хранителям придётся с этим разобраться, попутно отбиваясь от леопардов. Песня: «Fabulous Dhahabu» (Дахабу, Старехе, Раха) |          |                                                                       |                            |                                      |                  |               |
| 44 | 16       | «The Little Guy» «Мал, да удал»                                       | Хауи Паркинс и Том Дерозье | Gus Constantellis                    | 10 января 2018   | 216           |
| Ходари, маленький геккон, очень хочет стать крокодилом. Маку отказывается принять его в стаю, и тогда Ходари приглашают в стаю Кибури, используя это как шанс захвата Земель Прайда. У Маку повреждена передняя лапа, и Ходари сможет помочь изменить ход битвы между стаями крокодилов, за это он был приглашён в стаю Маку. Песня: «Give a Little Guy a Chance» (Ходари) |          |                                                                       |                            |                                      |                  |               |
| 45 | 17       | «Divide and Conquer» «Разделяй и властвуй»                            | Том Дерозье                | Джон Лой                             | 11 января 2018   | 217           |
| Шрам придумал новый план по захвату Земель Прайда и заставляет гиен и шакалов сотрудничать. Он приказывает им похитить Рафики, так как он является угрозой его скрытности. Кайону удаётся на мгновение увидеть Шрама, и, видно, скоро тайна его личности будет раскрыта. Песня: «We're the Smartest» (Джанджа, Чизи, Чунгу, Нне, Тано и клан Рейрей) |          |                                                                       |                            |                                      |                  |               |
| 46 | 18       | «The Scorpion's Sting» «Укус скорпиона»                               | Хауи Паркинс и Том Дерозье | Krista Tucker                        | 2 апреля 2018    | 218           |
| Во время праздника Кубмука, годовщины победы Симбы над Шрамом, скорпион кусает Симбу, тем самым заражает его ядом. Хранителям придётся отправиться в жерло вулкана в Чужеземье, чтобы раздобыть лечебный вулканический пепел. Там они встречают дух Шрама, и теории Кайона подтверждаются. Всеми силами Хранителям предстоит выбраться из Чужеземья, продираясь скозь полчища армии Шрама, чтобы спасти жизнь Симбы. Песня: «Good King Simba» (Рафики и жители Земель Прайда) |          |                                                                       |                            |                                      |                  |               |
| 47 | 19       | «The Wisdom of Kongwe» «Премудрая Конгве»                             | Хауи Паркинс               | Джек Монако                          | 3 апреля 2018    | 219           |
| Чтобы понять, как справиться со Шрамом, герои решили обратиться к престарелой и премудрой черепахе Конгве. Фули и Макини провожают Конгве до Скалы Предков, отбиваясь от нападений Макучи, а остальные Хранители помогают жителям Земель Прайда. Бешти несколько раз играет роль моста. Песня: «The Faster I Go» (Фули) |          |                                                                       |                            |                                      |                  |               |
| 48 | 20       | «The Kilio Valley Fire» «Пожар в Долине Килио»                        | Хауи Паркинс               | Элиз Аллен                           | 4 апреля 2018    | 220           |
| Хранители пытаются потушить сильнейший пожар в Долине Килио, но у них не выходит, так как возгорания продолжаются из-за летящих с неба горящих головёшек. Выясняется, что Шрам и его приспешники виной этому пожару. Хранители пытаются найти новый дом слонам, жившим в сгоревшей долине, но слонов нигде не принимают. После того, как слоны помогли Хранителям спасти от пожара долину, где жили галаго, галаго приглашают их жить в своём лесу. Песня: «I'm Gonna Run This Dump» (Джанджа, Рейрей Мзинго) |          |                                                                       |                            |                                      |                  |               |
| 49 | 21       | «Undercover Kinyonga» «Кто видел Киньонгу»                            | Хауи Паркинс               | Don Gillies                          | 5 апреля 2018    | 221           |
| Хранители знакомятся с хамелеоном Киньонгой. Она помогает им тем, что идёт в Чужеземье и разведывает информацию. Она узнаёт, что гиенам приказано остановить главный источник воды на Землях Прайда, что может обернуться бедой. Хранители вовремя останавливают гиен. Песня: «Now You See Me, Now You Don't» (Киньонга) |          |                                                                       |                            |                                      |                  |               |
| 50 | 22       | «Cave of Secrets» «Пещера с тайнами»                                  | Хауи Паркинс и Том Дерозье | Джек Монако                          | 4 сентября 2018  | 222           |
| Рассматривая рисунки в пещере Хранителей в поисках ответа, как победить Шрама, Хранители находят спрятанную первыми Хранителями пещеру, где судя по всему, находится ответ на их вопрос. Хранителям предстоит пройти несколько испытаний — для самого остроглазого, бесстрашного, сильнейшего, быстрейшего и для лидера, чтобы отыскать спрятанную истину о том, как победить великое зло. Песня: «Wisdom on the Walls» (Макини) |          |                                                                       |                            |                                      |                  |               |
| 51 | 23       | «The Zebra Mastermind» «Зебра-знаток»                                 | Хауи Паркинс               | Джон Лой и Don Gillies               | 5 сентября 2018  | 223           |
| Чизи и Чунгу услышали, как зебра Тэрстон сказал, что он фактически является лидером Хранителей. Сначала им, а потом и Гойгою, Тамке и Ндули он дал неверные советы и информацию о слабостях Хранителей, что повлекло за собой поражение негодяев. Хранителям пришлось спасать Тэрстона от негодующих и голодных обитателей Чужеземья. Песня: «The Zebra Mastermind» (Тэрстон и стадо зебр) |          |                                                                       |                            |                                      |                  |               |
| 52 | 24       | «The Hyena Resistance» «Сопротивление гиен»                           | Хауи Паркинс и Том Дерозье | Кендалл Мишель Хэни                  | 6 сентября 2018  | 224           |
| Джазири, узнавшая о возвращении Шрама, решает создать в своём клане сопротивление, что называет "Сопротивлением гиен". Они помогают Хранителям информационно и мешая прихвостням Шрама. Те, в свою очередь, прознают об этом и решают вконец избавиться от Джазири. Хранители успевают на подмогу друзьям-гиенам. Песня: «Kwetu Ni Kwetu» (Джазири и её клан) |          |                                                                       |                            |                                      |                  |               |
| 53 | 25       | «The Underground Adventure» «Подземное приключение»                   | Хауи Паркинс               | Элиз Аллен                           | 7 сентября 2018  | 225           |
| У Тифу и Зури шерсть и кожа страдают от жары, и Бешти предлагает им принять грязевые ванны. Они, а также Кайон, Банга и Киара одни идут на озеро с грязью. Стервятники по приказу Шрама устраивают пожар вокруг них. Героям приходится прятаться в пещере. Выясняется, что Тифу боится темноты, но Кайон и живущий под землёй крот Кучимба уверяют её, что темноту не надо бояться. С помощью Кучимбы и трубкозуба Мухангуса героям удаётся выбраться из тёмных и больших тоннелей пещер. Песня: «Nothin’ to Fear Down Here» (Кучимба) |          |                                                                       |                            |                                      |                  |               |
| 54 | 26       | «Beshte and the Beast» «Бешти и чудовище»                             | Хауи Паркинс и Том Дерозье | Элиз Аллен                           | 12 ноября 2018   | 226           |
| Хранители знакомятся с гориллой Шуджаа, когда тот прогоняет жителей Земель Прайда от водопоя. Он был послан королём горных горилл Сокве помогать Хранителям защищать Земли Прайда от нападений. Когда Шуджаа пытается помочь, он то и дело приносит разрушения. Шрам узнал про это и приказал своей шайке всё больше и больше нападать на Земли Прайда. Хранители тоже осознали этот факт, и Бешти взялся научить Шуджаа контролировать свои силы и думать перед тем, что хочешь сделать. Во время следующего нападения шайки Шрама на Большие Ключи Бешти подвернул ногу, и ранне расстроенный своими неудачами в учёбе Шуджаа уверенно пошёл на помощь своему другу. Теперь он мог контролировать свои силы и помог Хранителям прогнать Чужеземцев и потушить созданный теми пожар, не причиня при этом вреда окружающей природе. Песня: «Shujaa Ponda» (Шуджаа) |          |                                                                       |                            |                                      |                  |               |
| 55 | 27       | «Pride Landers Unite!» «Вперёд, Земли Прайда!»                        | Хауи Паркинс               | Джек Монако                          | 21 января 2019   | 227           |
| Хранители осознают, что армия Шрама всегда нападает вместе, и они решают объединить жителей Земель Прайда для победы над Шрамом. Так, Хранители просят помощи у слонов, чёрных антилоп, носорогов и галаго. Чтобы объединить их и научить драться, Хранители обращаются к тому, кто в этом лучший — Маку. В процессе обучения зверей между Маку и Хранителями возникают разногласия, и Маку отказывается продолжать обучение. Шрам использует их разногласие как шанс и приказывает напасть на озеро стаи Маку. Хранители, объединённая армия жителей Земель Прайда и сама стая Маку отбивает атаку большой армии Шрама. Песня: «Pride Landers Unite!» |          |                                                                       |                            |                                      |                  |               |
| 56 | 28       | «The Queen's Visit» «Визит Королевы»                                  | Хауи Паркинс и Том Дерозье | Don Gillies и Джон Лой               | 18 февраля 2019  | 228           |
| На Земли Прайда прибыла королева зебр Дальноземья Дахабу, "золотая" зебра, чтобы заключить с Землями Прайда договор, который позволит и утвердит право жителей Земель Прайда пользоваться водными источниками зебр Дальноземья. Шрам приказывает шакалам навредить Дахабу, чтобы договор не был заключён. На время экскурсии по Землям Прайда, Дахабу берёт в свою охрану Фули, Тифу и Зури. Когда Фули, Раха и Старехе отбивают атаку шакалов на Дахабу, Дахабу говорит, что хочет, чтобы Фули, Тифу и Зури всегда были её королевской охраной, чего те не желают. Тогда Кайон просит Раху и Старехе показать королеве Дахабу, на что они способны. Договор был спасён. Песня: «Prance With Me» (Дахабу, Раха, Старехе, их стадо и жители Земель Прайда) |          |                                                                       |                            |                                      |                  |               |
| 57 | 29       | «The Fall of Mizimu Grove» «Конец рощи Мизиму»                        | Хауи Паркинс               | Кендалл Мишель Хэни                  | 25 марта 2019    | 229           |
| Из-за многочисленных атак жители Земель Прайда стали пугаться любых звуков. Чтобы разрядить обстановку и сплотить зверей, Хранители предлагают пригласить всех на Мпандо-Мпаю — церемонию, посвящённую посадке маджузи нового баобаба в роще Мизиму. Армия Шрама нападают на рощу во время церемонии и поджигают её. Шрам явился перед прайдлендерами. Роща погорела, а звери, узнавшие о возвращении Шрама, решили покинуть Земли Прайда. Только чудо может их убедить остаться и сплотить в войне против Шрама. Песня: «Tujiinue» (Тимон, Пумба и Фули) |          |                                                                       |                            |                                      |                  |               |
| 58 | 30       | «Fire from the Sky» «Огненный дождь»                                  | Хауи Паркинс и Том Дерозье | Джек Монако                          | 22 апреля 2019   | 230           |
| Хранители стали догадываться, что за летящими с неба горящими головёшками кто-то стоит. Они просят боевого арла Ангу им помочь. Она выясняет, что за этим стоят стервятники. Хранители просят Хадити объединить птиц и противостоять стервятникам. Анга и Оно становятся центральными фигурами в этой битве. Хранители предлагают Анге работать с ними. Песня: «Height and Sight» (Анга и Оно) |          |                                                                       |                            |                                      |                  |               |

### 3 сезон (2019)
| № | №        | Название (Русское название)                                                         | Режиссёр                   | Сценарист                                                  | Премьера         | Код продукции |
| В сериале | В сезоне | Название (Русское название)                                                         | Режиссёр                   | Сценарист                                                  | Премьера         | Код продукции |
| --- | -------- | ----------------------------------------------------------------------------------- | -------------------------- | ---------------------------------------------------------- | ---------------- | ------------- |
| 5960 | 12       | «The Lion Guard: Battle for the Pride Lands» «Хранитель Лев: Битва за Земли Прайда» | Хауи Паркинс               | Форд Райли                                                 | 3 августа 2019   | 301–302       |
| Идут месяцы, а Хранители и прайдлендеры упорно готовятся к нападению на логово Шрама. Джанджа размышляет, стоит ли ему сменить сторону в этой войне. Шрам приказывает поджечь Скалу Предков вместе с королевской семьёй, Хранителями и гиенами. Успевший выбраться Джанджа зовёт на помощь Джазири. Прайдлендеры смело идут в Чужеземье к вулкану, где находился Шрам, сметая полчища врагов. В жерле вулкана Кайона ранит Ушари, оставляя тому шрам на левом глазу, делая его похожим на Шрама. Вместо того, чтобы издать рык, Кайон вызывает дождь, что тушит вулкан и изгоняет дух Шрама. Оно, спасая Бангу от падения в жерло вулкана вместе с Ушари, лишается зрения от вулканического пепла. После укуса Кайон начинает чувствовать гнев и боится, что станет таким же, как Шрам. Единственным исцелением для него и Оно может стать Древо Жизни. Кайон назначает "самой остроглазой" Ангу, а Оно — "самым мудрым". Все Хранители и Макини отправляются в путешествие на Дальний Восток к Древу Жизни. Песни: «We Will Defend», «A New Way to Go» (Джанджа и Джазири), «On The Last Night» (Хранители), «When I Led the Guard» (Шрам) |          |                                                                                     |                            |                                                            |                  |               |
| 61 | 3        | «The Harmattan» «Харматан»                                                          | Хауи Паркинс и Том Дерозье | Gus Constantellis                                          | 7 сентября 2019  | TBA           |
| Первым в путешествии к Древу Жизни Хранителям пришлось пройти через Дальноземье, по территории Макучи. Начался харматан — сухой и пыльный сильный ветер. Макуча пообещал вывести Хранителей, но, оказалось, не без подвоха. Макуча решает похитить Макини и вынудить её привести леопардов к Древу Жизни. Оно вовремя раскрывает планы Макучи, тем самым спасая Хранителей, а также жителей Земель Древа Жизни, от гибели. Песня: «The Tree of Life» (Макуча) |          |                                                                                     |                            |                                                            |                  |               |
| 62 | 4        | «The Accidental Avalanche» «Нечаянная лавина»                                       | Хауи Паркинс и Том Дерозье | Джон Лой и Элиз Аллен                                      | 8 сентября 2019  | TBA           |
| Следующий отрезок пути Хранители пошли через горы. Каойн уже не может здраво мыслить, так как цветки тулизы закончились. Он использует мощный Рык Предков, что вызывает лавину. Она погребает дом японских макак, живущих в этих горах, и Хранители взяли за долг найти им новый дом. Возле нового тёплого источника макаки проваливаются в яму у дерева, в чём косвенно виноват Кайон, так как макаки не любят жить возле деревьев, где Кайон нашёл им новый дом. Анга вызволяет их и Бангу, провалившегося с ними, и макаки начинают доверять ей, хоть и боятся больших птиц. Песня: «A Snow Monkey's Home» (Юки) |          |                                                                                     |                            |                                                            |                  |               |
| 63 | 5        | «Ghost of the Mountain» «Горный дух»                                                | Хауи Паркинс               | Кендалл Мишель Хэни                                        | 14 сентября 2019 | TBA           |
| Следующая веха —бамбуковый лес. В нём Хранители встречаются со стаей малых панд. Те считают Бангу избранным и что он должен прогнать Духа, который их терроризирует. Им оказывается снежный барс Чалаан. Хранители и малые панды побеждают её вместе, и она примыкает к Макуче. Песня: «Ghost of the Mountain» (Домаг и другие малые панды) |          |                                                                                     |                            |                                                            |                  |               |
| 64 | 6        | «Marsh of Mystery» «Тайны болот»                                                    | Хауи Паркинс               | Кендалл Мишель Хэни                                        | 15 сентября 2019 | TBA           |
| Хранители шли через болото, когда на них напали мангусты. Макини уносит Оно прочь, но они теряются и вынуждены блуждать по болоту. Макини начинает гоняться за блуждающими огоньками, вследствие чего они с Оно падают в пещеры. Они ищут выход, используя эхолокацию. Макини и Оно сами выбираются наверх, и Оно объясняет, что мангусты нападают на героев из-за того, что Банга ест их улиток. Песня: «Anything» (Макини и Оно) |          |                                                                                     |                            |                                                            |                  |               |
| 65 | 7        | «Dragon Island» «Остров драконов»                                                   | Хауи Паркинс и Том Дерозье | Alison Taylor                                              | 21 сентября 2019 | TBA           |
| Следующий камень-указатель находится на острове, соединённом с сушей песчаной косой. На нём обитают недружелюбные комодские вараны. Кайон зарычал на них гневным рыком, что вызвало цунами, размывшее косу и выбросившее на берег подругу Хранителей — дельфина Лумбу-Лумбу. Хранители спасают дельфина и дают отпор гневным варанам. Выбравшийся с острова варан Ора присоединяется к Макуче и Чалаан. Песня: «That's the Dolphin Way» (Лумба-Лумба и морские жители) |          |                                                                                     |                            |                                                            |                  |               |
| 66 | 8        | «Journey of Memories» «Памятное путешествие»                                        | Хауи Паркинс и Том Дерозье | Jennifer Skelly                                            | 22 сентября 2019 | TBA           |
| Макини часто вспоминает своё путешествие с родителями, Фикири и Китендо. Она хочет показать Хранителям интересные места, но Кайон, страдающий от припадков гнева, не разделяет её радости. Макини предстоит вести Хранителей дальше, так как они потеряли какие-либо ориентиры. Песня: «As You Move Forward» (Фикири и Китендо) |          |                                                                                     |                            |                                                            |                  |               |
| 67 | 9        | «The Race to Tuliza» «Гонка за тулизой»                                             | Хауи Паркинс               | Kent Redeker                                               | 28 сентября 2019 | TBA           |
| В своём путешествии Хранители находят море, которое Банга называет в свою честь. Тулиза закончилась, и Хранителям приходится остаться на море и заботиться о спокойствии и расслабленности Кайона, а Фули — бегать за тулизой. Она сталкивается с гепардом Аздатом. Он соглашается привести её к тулизе, если она его обгонит. Во время соревнования Фули спасает Аздата, и они становятся друзьями. Песня: «Flamingo Dance Party» (Стая фламинго) |          |                                                                                     |                            |                                                            |                  |               |
| 68 | 10       | «Mama Binturong» «Мама Бинтуронг»                                                   | Хауи Паркинс               | Gus Constantellis                                          | 29 сентября 2019 | TBA           |
| Отряд Хранителей движется через лес, где каждый боится слова "тулиза". Виной этому — Мама Бинтуронг, обажающая тулизу и не желающая ни с кем ею делиться. Её приспешники-дикобразы похитили посох Макини. Банге приходится пробираться через "каменный лес" в логово Мамы и сразиться с Мамой и дикобразами. Проиграв, Мама стала желать отомстить Банге. Песня: «You Best Not Mess With Mama» (Мама Бинтуронг и дикобразы) |          |                                                                                     |                            |                                                            |                  |               |
| 69 | 11       | «Friends to the End» «Друзья до конца»                                              | Том Дерозье                | Alison Taylor                                              | 5 октября 2019   | TBA           |
| Древо Жизни всё ближе, а Кайон всё злее. За один день он приказал друзьям никому не помогать, накричал на друга Бешти, дымчатого леопарда Юн Мибу, и на самих Хранителей. Осознав, что натворил, Кайон убежал, а Хранители начали беспокоиться. Банга всё больше верит, что Кайон станет злым. Кайону приходится извиниться перед друзьями, а также перед Юн Мибу. Песня: «Friends to the End» (Фули, Бешти, Оно, Макини и Анга) |          |                                                                                     |                            |                                                            |                  |               |
| 70 | 12       | «The Tree of Life» «Древо Жизни»                                                    | Хауи Паркинс               | Кендалл Мишель Хэни                                        | 6 октября 2019   | TBA           |
| Неосторожный Банга устраивает обвал у перевала к Древу Жизни, создавая очереную преграду. Подоспевший к обвалу Ночной Прайд, отряд "хранителей" Древа Жизни, вступает в схватку с Хранителями и запрещает приближаться к Древу Жизни. Но королева Древа Жизни, бабушка предводительницы Ночного Прайда, Рани, радуется информации о вернувшемся Рыке Предков и велит пригласить Отряд Хранителя Льва к Древу Жизни. Песня: «Kion's Reckoning» (Кайон) |          |                                                                                     |                            |                                                            |                  |               |
| 71 | 13       | «The River of Patience» «Река Терпения»                                             | Том Дерозье                | Jennifer Skelly                                            | 12 октября 2019  | TBA           |
| Хранители прибывают к Древу Жизни и знакомятся с Королевой Джанной. Кайон начинает делать первые шаги к выздоровлению, а именно учится терпению. Рани показывает Хранителям Земли Древа Жизни, но их прерывает отряд Макучи, что не раз заявится к Древу Жизни. К отряду Макучи присоединяется Мама Бинтуронг. Песня: «Welcome to the Tree of Life» (Рани) |          |                                                                                     |                            |                                                            |                  |               |
| 72 | 14       | «Little Old Ginterbong» «Бабуля Гинтербонг»                                         | Хауи Паркинс               | Gus Constantellis                                          | 13 октября 2019  | TBA           |
| Балио знакомит Бангу с Бингой — девушкой барсуком-медоедом. Королева Джанна излечивает Оно. Теперь цапля видит, но без прежней зоркости. Мама Бинтуронг притворяется Бабулей Гинтербонгом со повреждённой лапой и преследуемой хищниками. Зрячий Оно разоблачает её обман, чем спасает королеву, Бангу и жителей Древа Жизни. Песня: «Who is Better Than Who» (Бинга и Банга) |          |                                                                                     |                            |                                                            |                  |               |
| 73 | 15       | «Poa the Destroyer» «Крутос-разрушитель»                                            | Том Дерозье                | Allison Taylor, Кендалл Мишель Хэни, Джон Лой и Форд Райли | 19 октября 2019  | TBA           |
| Бешти ищет новых друзей на Землях Древа Жизни. Пытавшись познакомиться, он испортил горку императорским пингвинам, чуть не затопил землероек и растоптал лисью норку. Звери негодуют. Хранители предлагают сдружить Бешти с теми, кого он обидел. Бешти доказывает им, что он — добряк. Песня: «Poa the Destroyer» (Пингвино) |          |                                                                                     |                            |                                                            |                  |               |
| 74 | 16       | «Long Live the Queen» «Слава королеве»                                              | Хауи Паркинс               | Форд Райли и Кендалл Мишель Хэни                           | 20 октября 2019  | TBA           |
| В этой серии присутствуют сцены, касающиеся ухода из жизни. Особо впечатлительным юным зрителям рекомендуется просмотр с родителями. Время королевы Джанны на исходе, и, попрощавшись с семьёй, она заканчивает свой путь в Круге Жизни. Кайон впервые за долгое время говорит с Муфасой, объясняясь тем, что не хотел предстать перед дедушкой похожим на Шрама. Рани становится королевой Древа Жизни. Песня: «Long Live the Queen» (Нирмала, Фули, Анга и жители Земель Древа Жизни) |          |                                                                                     |                            |                                                            |                  |               |
| 75 | 17       | «The Lake of Reflection» «Озеро созерцания»                                         | Том Дерозье                | Jennifer Skelly                                            | 26 октября 2019  | TBA           |
| Следующий шаг лечения Кайона — созерцание. Ему предстоит осознать и доказать, что и без Рыка Предков он был и является прекрасным лидером. Кайон готов отказаться от Рыка Предков. Песня: «Remember What Makes You You» (Фули и Анга) |          |                                                                                     |                            |                                                            |                  |               |
| 76 | 18       | «Triumph of the Roar» «Долгожданный триумф»                                         | Хауи Паркинс               | Джон Лой                                                   | 27 октября 2019  | TBA           |
| Кайон часто отлучается на тренировки, чтобы полностью овладеть Рыком Предков. Львёнок впервые за долгое время покажет друзьям настоящую силу Рыка и поможет навсегда прогнать отряд Мамы Бинтуронг, к которому присоединились друзья Макучи, Оры и дикобразы. Нирмала говорит, что теперь Кайон полностью исцелён, а Рани предлагает Хранителям остаться у Древа Жизни навсегда. Песня: «The Power of the Roar» (Аскари) |          |                                                                                     |                            |                                                            |                  |               |
| 77 | 19       | «Journey to the Pride Lands» «Путешествие к Землям Прайда»                          | Форд Райли                 | Kent Redeker, Кендалл Мишель Хэни, Джон Лой и Форд Райли   | 2 ноября 2019    | TBA           |
| Между Кайоном и Рани сильнее играет любовь, Рани предлагает Кайону место короля Древа Жизни. Внезапное появление Джазири и Джанджи, приведённых Аздатом, мешает планам Кайона остаться, так как на Земли Прайда напала Зира и её прайд. Хранители вынуждены вернуться домой. Песни: «Of the Same Pride» (Рани и Кайон), «As You Move On» |          |                                                                                     |                            |                                                            |                  |               |
| 78 | 20       | «Return to the Pride Lands» «Возвращение в родные края»                             | Хауи Паркинс и Том Дерозье | Кендалл Мишель Хэни и Форд Райли                           | 3 ноября 2019    | TBA           |
| Хранители собирают отряд в Чужеземье и направляются к Скале Предков, как им преграждают дорогу львицы Витани. Киара успевает остановить драку. У Скалы Предков Хранителям объясняют, что произошло в их отсутствие. Отряд Кайона соревнуется с Отрядом Витани за место Хранителей. Кайон даёт Витани силы Рыка, и её отряд становится Хранителями Земель Прайда. Отряд Кайона вернётся на Земли Древа Жизни. Кайон женится на Рани и станет королём Древа Жизни. Песня: «Long Live the King» |          |                                                                                     |                            |                                                            |                  |               |